# Каникулы Петрова и Васечкина, обыкновенные и невероятные
«Кани́кулы Петро́ва и Ва́сечкина, обыкнове́нные и невероя́тные» — детский музыкальный двухсерийный художественный фильм. Продолжение музыкальной комедии «Приключения Петрова и Васечкина». Премьера на Центральном телевидении — 28 и 29 июля 1984 года.

## Сюжет

### Вступление
Ребята собираются ставить пьесу Николая Гоголя «Ревизор» и слушают читку в исполнении учительницы Инны Андреевны. Общее обсуждение услышанного сводится к тому, что пьеса хороша, но несовременна — ребятам кажется, что в наши дни такая ситуация невозможна. Учительница предлагает действие классического произведения перенести в современный пионерский лагерь.
Вступление было снято уже после завершения всех съёмок и с большим отрывом, поэтому все ребята в кадре или выглядят старше, или носят совсем другие причёски. 

### «Хулиган (почти по Гоголю)»
Председатель совета дружины Антон получает от друга письмо с предупреждением о том, что в лагерь должен прибыть известный хулиган по кличке «Гусь». За ним на совет дружины шагают три мальчика — Артём (заведующий спортивной секцией), Алик (заведующей шахматной секцией) и Лёша (отвечающий за лагерную стенгазету), а две девочки — Оля Добкина и Оля Бобкина (аллюзия на Бобчинского и Добчинского) — подслушивают под дверью комнаты, где проходит совет. Ребята не очень рады приезду хулигана, так как тот может нарушить им весь план учебно-воспитательной работы. Тем не менее, Антон предлагает приложить все силы, чтобы перевоспитать злостного хулигана, а его прибытие по возможности держать в тайне, чтобы в лагере не случилось паники. Однако Добкина и Бобкина тут же разносят новость о хулигане по всему лагерю.
В это время в лагерь прибывают Петров и Васечкин, которые приезжают туда не по своей воле — во время летних каникул им хочется просто отдыхать, а лагерная программа с многочисленными секциями и кружками наводит на них тоску. Тем не менее, на радость ребятам выясняется, что начальником лагеря является их классный руководитель Инна Андреевна. Добкина и Бобкина, наблюдая за парой, ошибочно решают, что Васечкин и есть тот хулиган, а Петров — его сообщник. Петя и Вася сначала не понимают, почему Антон и остальные так спешат им услужить, но разобравшись, в чём дело, Васечкин уговаривает друга использовать это.
Антон принимает решение, что энергию Васечкина-хулигана нужно перенаправить в нужное русло, и пара начинает подвергаться преследованию заведующих различных секций и кружков. Васечкин решает признаться во всём только Дашеньке — местной победительнице бальных танцев, и Анке — командиру местного отряда «Поиск». Но они ему не верят — Дашенька, будучи романтической натурой, считает, что Васечкин попросту отказывается признавать себя хулиганом, а Анка, у которой в душе чувство коллективизма, расценивает признание Васечкина как попытку лизоблюдства, чтобы его поскорее приняли в коллектив. Во время всего этого Петров пишет письмо Маше Старцевой, которая в тот момент находится на соревнованиях. Ребята пробуют признаться Алику, но тот с перепугу, даже не став их слушать, забирается на флагшток.
Поняв, что и остальные ребята не будут их слушать, пара решает тайком сбежать из лагеря. Во время побега Петров случайно роняет письмо Маше. Письмо подбирает Оля Бобкина, которая в тот момент спешила на собрание совета дружины, где Антон и остальные подводят первые итоги их попыток перевоспитать «хулигана». Она читает письмо и, придя на собрание, показывает его Антону. Поняв, что они всё это время ошибались, Дашенька и Анка корят себя за то, что не верили Васечкину, а остальные ребята сваливают вину за произошедшее на Добкину и Бобкину. В разгар обсуждений в комнату забегает местный спортивный судья Филипп, сообщая, что в лагерь приехал настоящий «Гусь». На этом Инна Андреевна завершает свою современную трактовку пьесы, но ребятам такой финал не нравится. Настоящие Петров и Васечкин предлагают свой финал.
Ребята решают сбежать из лагеря по пляжу, но там сталкиваются с Гусём. Между ними вспыхивает драка. На шум борьбы сбегается весь лагерь, а обессилевшие и избитые ребята падают от усталости на песок. Их относят в медпункт, где ребята впадают в уныние. Хотя им всё так же все прислуживают (только теперь уже как пострадавшим), мальчики обнаруживают, что весь этот отдых им уже сильно надоел. Васечкин в какой-то момент говорит, что мечтает об «игре на всю жизнь». Их уныние немного сходит на нет, когда в лагерь приезжает Маша Старцева. В качестве подарка она привозит мальчикам книгу «Дон Кихот» Сервантеса. Васечкин, чуть-чуть почитав её, говорит Петрову только одно слово: «Идея!»

### «Рыцарь»
Во второй серии обыгрывается сюжет «Дон Кихота» Сервантеса. Поздно ночью к Инне Андреевне приходит Васечкин с просьбой, чтобы она его посвятила в рыцари. Инне Андреевне кажется, что Петя болен, но тот в ответ начинает цитировать монолог Дон Кихота (эпизод из третьей главы, где Дон Кихот просит трактирщика посвятить его в рыцари). В какой-то момент Инне Андреевне кажется, что она видит Васечкина в образе настоящего Дон Кихота, и вследствие этого, находясь под впечатлением, учительница «посвящает» мальчика. Рано утром Васечкин вытаскивает Петрова из постели, сообщая ему, что он придумал «игру на всю жизнь». Они садятся на тандем и едут «совершать подвиги в честь Дульсинеи Тобосской» — Маши Старцевой (ей они на прощание оставляют записку).
Васечкин совершает много хулиганства, считая это подвигами. Петров же тем временем, наоборот, совершает несколько хороших поступков.
Петров и Васечкин находят в книге сцену, где Дон Кихот принимает мельницу за великана, и решают повторить этот «подвиг», который оказался для Васечкина почти смертельным: налетев на мельницу, Петя вместе с велосипедом повисает на её крыле, затем с помощью зонта спрыгивает с него и улетает в неизвестном направлении. Петров оплакивает лучшего друга и признаёт его настоящим «рыцарем» (песня «Ну вот, беда подкралась подлая…»), после чего мысленно пишет письмо Маше, но неожиданно находит Васечкина в колодце, целым и невредимым. Вася становится верным помощником Васечкина, известным как Санчо Панса.
Тем временем в лагере персонал забеспокоился о пропаже Петрова и Васечкина. К Гусю приходит Маша Старцева и выясняет, куда они делись. Вслед за Машей приходит Инна Андреевна. Обе начинают винить себя в пропаже мальчиков («Что же делать, скажите на милость, это я во всём виновата»), и отправляются на поиски на автомобиле УАЗ-469 без крыши. К ним присоединяются Гусь и спрятавшийся в машине Филипп.
Дальше приключения ребят происходят в грузинском стиле: Петров и Васечкин спускаются на дорогу, видят на дороге камни, а навстречу шагает 102-летний дед Нодар. Петров решается ему помочь в расчистке дороги. Васечкин же бежит совершать очередные «подвиги», но вместо этого тревожит пастуха овец, чью собаку он принял за волка.
После встречи с дедушкой Нодаром ребята набредают на дом маленькой черноволосой Мананы, местной девочки. Петров и Васечкин начинают вести себя как следователи, допросив Манану, не обижает ли её кто, и в результате знакомятся с бабушкой девочки, одинокой женщиной, которая тут же даёт ребятам работу. Вместе с Мананой Васечкин идёт за водой, но на обратном пути сталкивается с коровой Мананы, и, приняв её за дикого быка, дерётся с ней, но в итоге убегает и залезает на дерево. Там их с Мананой находят Петров и бабушка.
Далее Петров и Васечкин видят горы и альпинистов, спускающихся вниз по верёвке. Один из альпинистов объяснил ребятам, что на вершине горы растёт эдельвейс, который по традиции дарят только красивой женщине. У ребят возникла идея подарить эдельвейс Маше Старцевой, и Васечкин отправился за цветком, но так и не долез до него. Альпинисты пригласили ребят к себе на ночлег, и у костра Васечкин поёт песню «Несите мне доспехи» («Говорят, что нам не повезло, что время рыцарей прошло…»). Во время исполнения песни Васечкин вообразил дуэль между Гусём и Васечкиным за Машу, где смертельное ранение получил Васечкин, а Маша пришла его оплакивать. Тем временем Инна Андреевна и Маша слёзно переживают за ребят («Зачем вы, мужчины, стремитесь из дома? Мальчишки, зачем не сидите на месте?»), и Маша вообразила похожую дуэль между Гусём и Васечкиным, но там она прибежала и закрыла Васечкина своим телом, и сама получила смертельную рану — соответственно, оплакивали теперь её.
Наутро Петров поднялся на вершину горы, взял эдельвейс и положил в палатку. В конце концов, палатку с Петровым и Васечкиным находят Инна Андреевна, Маша и Гусь, и перед возвращением в лагерь Петров подарил Маше цветок.

## Мюзиклы по мотивам телефильмов
В 1986 году, на студии «Мелодия», при участии Владимира Аленикова и Вадима Зеликовского как режиссёров, по мотивам этого телефильма на 3 грампластинках был записан мюзикл в 3 частях, под общим названием «Приключения Петрова и Васечкина, обыкновенные и невероятные». При их создании использовались как оригинальные монозаписи музыки и песен так и заново записанные теми же актёрами, но с другим исполнением, а кроме того во вторую часть включены 2 песни («Песня девочек» и «Так бывает, что порой»), которых в фильме не было вовсе (сцены с ними были сняты, но вырезаны). Также был добавлен текст от автора (читает Сергей Юрский), а диалоги переозвучены другими актёрами (в том числе Федей Стуковым и Ниной Гомиашвили). Все три пластинки были изданы в 1988 году.
- М60—48505 006: Укрощение строптивой (часть 1)[4]
- М60—48507 000: К нам едет хулиган (часть 2)[5]
- М60—48509 005: Рыцарь (часть 3)[6]

В 2009 году мюзикл был переиздан фирмой «Мелодия» на 2 компакт-дисках (MEL CD 50 01600).

## В ролях
- Егор Дружинин — Петя Васечкин
- Дмитрий Барков — Вася Петров
- Борис Яновский — Антон
- Гоги Замбахидзе — Артём
- Инна Аленикова — Инна Андреевна
- Инга Ильм — Маша Старцева
- Михаил Салов — Алик
- Алексей Исаев — Лёша Сидоров
- Анастасия Уланова — Анка
- Наталья Казакевич — Даша
- Елена Делибаш — Оля Добкина
- Александра Камона — Оля Бобкина
- Александр Варакин — хулиган «Гусь»
- Филипп Алеников — Филипп
- Владимир Шаповалов — Рыжий
- Тамуна Беридзе — Манана
- Софико Чиаурели — бабушка Мананы
- Ираклий Учанейшвили — дедушка Нодар
- Аркадий Шалолашвили — чабан
- Алексей Горбунов — скалолаз
- Владимир Алеников — француз-скалолаз (в титрах не указан)
- Александр Амелин
- Андрей Тартаков
- Олег Федулов
- Станислав Федосов — француз-скалолаз
- Владислав Дружинин — танцующий врач / скалолаз
- Н. Князева
- С. Потапенко
- А. Фёдорова
- Николай Сысоев
- И. Зайцев

## Вокал
- Костя Гаврилов — Петя Васечкин
- Алёша Новиков — Вася Петров, Алик, Лёша, Анка
- Борис Яновский — Антон
- Гоги Замбахидзе — Артём
- Елена Делибаш — Оля Добкина
- Александра Камона — Оля Бобкина
- Александр Варакин — хулиган «Гусь»
- Радка Марешова — Маша Старцева
- Ирина Понаровская — Инна Андреевна
- Софико Чиаурели — бабушка Мананы
- Ираклий Учанейшвили — дедушка Нодар

## Песни в фильме

### «Хулиган»
1. «К нам едет хулиган»
2. «Зачем человеку каникулы?»
3. «Чрезвычайное происшествие»
4. «Раз сложилась ситуация»
5. «Пусть хулиган поспит»
6. «Как хорошо быть хулиганом»
7. «Не может быть!»
8. «Признание Васечкина»
9. «Танго (Пойми меня, пойми)»
10. «Разоблачение Васечкина»

### «Рыцарь»
1. «Рыцарь, в путь»
2. «Песня Васечкина»
3. «Песня Петрова»
4. «Это всё из-за меня»
5. «Итак, в дорогу»
6. «Надо дедушке помочь»
7. «Слава всё равно тебя обгонит»
8. «Пусть мужчины отдохнут»
9. «Кто такой рыцарь?»
10. «Несите мне доспехи»
11. «О мальчишках и мужчинах»
12. «Рыцари без страха и упрёка»

## Съёмочная группа
- Сценарий: Владимир Алеников
- Постановка: Владимир Алеников
- Оператор: Игорь Фельдштейн
- Художник: Галина Щербина
- Композитор: Татьяна Островская
- Текст песен: Владимир Алеников
- Директор картины: Михаил Бялый
- Запись музыки: ансамбль «Мелодия» п/у Б. Фрумкина, инструментальный ансамбль «Фестиваль» п/у О. Шеременко

## Фестивали и награды
- 1985 — XI Всесоюзный фестиваль телевизионных фильмов — Приз детского жюри[8]